# Досон-Спрінгс (Кентуккі)
Досон-Спрінгс (англ. Dawson Springs) — місто (англ. city) в США, в округах Колдвелл і Гопкінс штату Кентуккі. Населення — 2452 особи (2020).

## Географія
Досон-Спрінгс розташований за координатами 37°10′27″ пн. ш. 87°41′19″ зх. д. / 37.17417° пн. ш. 87.68861° зх. д. (37.174240, -87.688598).  За даними Бюро перепису населення США в 2010 році місто мало площу 9,76 км², з яких 9,55 км² — суходіл та 0,21 км² — водойми.

## Демографія
Згідно з переписом 2010 року, у місті мешкали 2764 особи в 1124 домогосподарствах у складі 736 родин. Густота населення становила 283 особи/км².  Було 1312 помешкання (134/км²).
Расовий склад населення:
| - 97,3 % — білих - 0,6 % — чорних або афроамериканців - 0,2 % — азіатів - 0,1 % — корінних американців |

До двох чи більше рас належало 1,5 %. Частка іспаномовних становила 0,9 % від усіх жителів.
За віковим діапазоном населення розподілялося таким чином: 26,0 % — особи молодші 18 років, 54,6 % — особи у віці 18—64 років, 19,4 % — особи у віці 65 років та старші. Медіана віку мешканця становила 40,2 року. На 100 осіб жіночої статі у місті припадало 82,1 чоловіків;  на 100 жінок у віці від 18 років та старших — 80,0 чоловіків також старших 18 років.
Середній дохід на одне домашнє господарство  становив 37 135 доларів США (медіана — 24 722), а середній дохід на одну сім'ю — 43 196 доларів (медіана — 34 500). За межею бідності перебувало 38,0 % осіб, у тому числі 59,3 % дітей у віці до 18 років та 16,2 % осіб у віці 65 років та старших.
Цивільне працевлаштоване населення становило 911 осіб. Основні галузі зайнятості: освіта, охорона здоров'я та соціальна допомога — 30,0 %, роздрібна торгівля — 13,7 %, виробництво — 9,5 %, мистецтво, розваги та відпочинок — 7,2 %.